# Mesoligia literosa
Mesoligia literosa là một loài bướm đêm trong họ Noctuidae.

## Hình ảnh

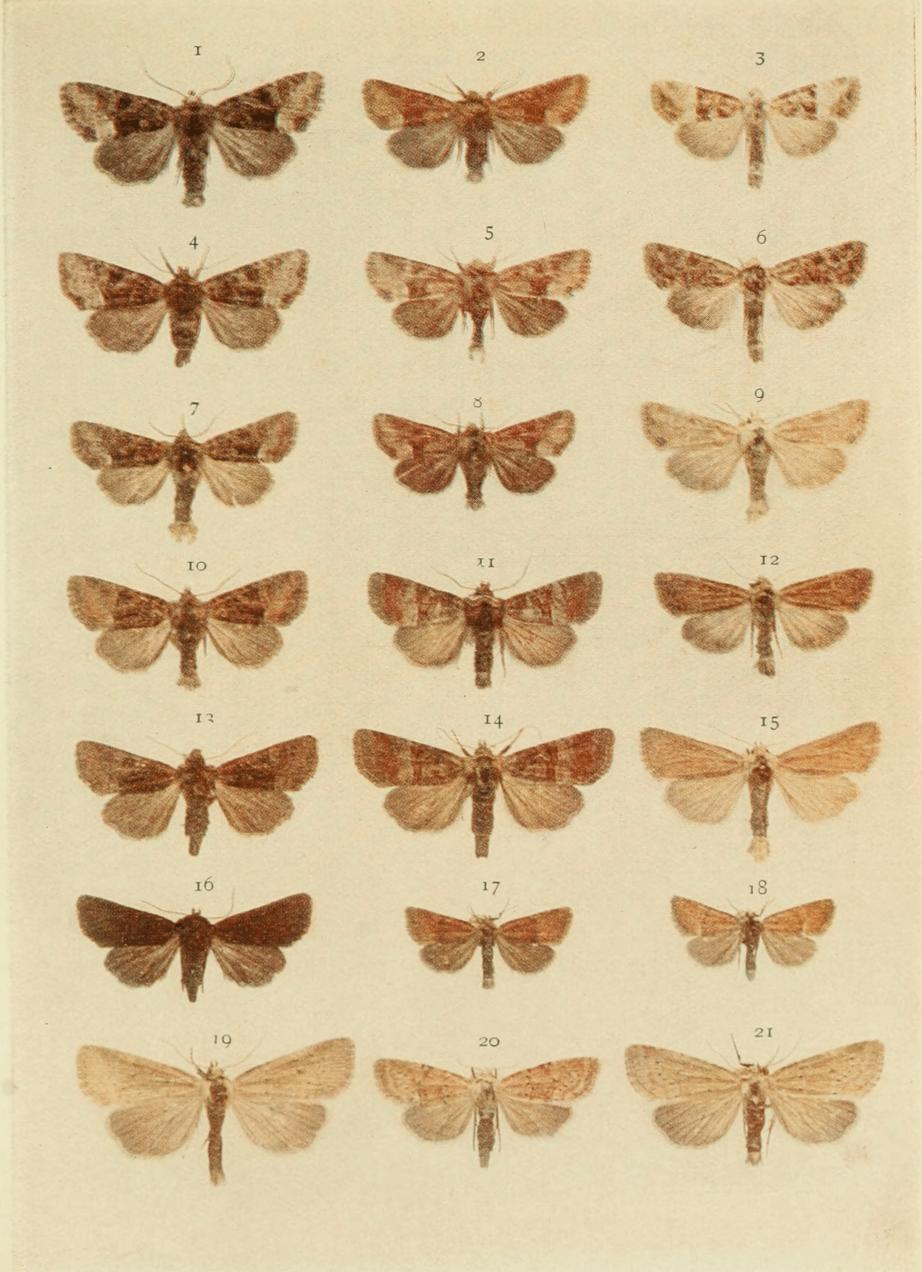